# Света Варвара (Иматија)
Света Варвара (грч. Αγία Βαρβάρα, Аја Варвара) је насељено место у општини Бер у периферији Средишња Македонија, Грчка. Према попису из 2021. године био је 991 становник.
Света Варвара је подигнута после 1923. године за 46 грчких избегличких породица из Турске, укупно 399 особа колико их је било на попису из 1928. године.